# The Oregon Trail (jeu vidéo)
Cet article concerne le jeu vidéo. Pour la piste dont il s'inspire, voir piste de l'Oregon. Pour les autres œuvres du même nom, voir The Oregon Trail.
The Oregon Trail est un jeu vidéo éducatif de stratégie en mode texte développé par Don Rawitsch, Bill Heinemann, et Paul Dillenberger en 1971. Le jeu est imaginé pour motiver les élèves à s'intéresser à la vie des pionniers sur la piste de l'Oregon au XIXe siècle. Le joueur incarne un conducteur de chariot qui guide un convoi de colons de Independence jusqu’à Oregon City en 1847. Sur la route, le joueur doit gérer l’approvisionnement du convoi et surmonter les difficultés rencontrées en chemin. 
Il a été porté sur de nombreuses plates-formes, mais la version la plus connue est sans doute celle de l'Apple II, commercialisée en 1985. Il est actuellement disponible sur Windows, Mac, iOS, Android, et 3DS,,. La série totalise environ 65 millions d'exemplaires vendus, ce qui en fait l'un des plus grands succès commerciaux de l'histoire du jeu vidéo.

## Système de jeu
The Oregon Trail est un jeu vidéo de stratégie en mode texte dans lequel le joueur incarne un conducteur de chariot bâché qui guide un convoi de pionniers sur la piste de l'Oregon entre Independence et Oregon City en 1847. Le jeu débute par l’achat des fournitures nécessaires au voyage dont de la nourriture, des munitions, des vêtements et du matériel de soin. Le jeu se déroule ensuite en une douzaine de tours – chaque tour représentant deux semaines – lors desquels le joueur doit décider de la manière de surmonter les difficultés rencontrées en chemin. Au début de chaque tour, le programme indique au joueur la date, la distance parcourue et la quantité de fourniture et d’argent dont il dispose. Le joueur peut ensuite décider de partir chasser afin de récupérer de la nourriture,. Le programme lui demande alors de taper un mot – « BANG » dans la version originale du jeu – sans se tromper et aussi vite que possible. La quantité de nourriture gagnée dépend alors de la vitesse à laquelle le mot est tapé. Dans certains cas, le joueur peut également choisir de se rendre dans un fort pour acheter des fournitures supplémentaires. Il doit ensuite décider de la quantité de nourriture à distribuer aux pionniers pour qu’ils restent en bonne santé et qu’ils ne meurent pas de faim. A la fin du tour, le programme génère aléatoirement un ou deux événements et les conditions météorologiques. Les évènements aléatoires incluent notamment des accidents de chariots, des attaques d’animaux sauvages ou de rôdeurs et des tempêtes qui endommagent les fournitures du convoi. Les conditions météorologiques peuvent ralentir le convoi et ainsi augmenter le nombre de tour à jouer pour atteindre Oregon City,.
Le jeu se termine quand le convoi atteint Oregon City ou si les pionniers meurent en cours de route à cause d’une attaque, des maladies ou de la famine. Le manque de nourriture, le manque de vêtement par temps froid et des évènements aléatoires comme une morsure de serpent ou un accident de chasse peuvent en effet provoquer des maladies chez les pionniers qui meurent si le joueur ne dispose pas de matériel de soin (dans le cas d’une maladie bénigne) ou s’il n’a pas assez d’argent pour payer un docteur (dans le cas d’une maladie grave). La pénurie de nourriture peut également provoquer une famine et la mort des pionniers,.

## Développement

### Version originale
The Oregon Trail est développé par Don Rawitsch, Bill Heinemann, et Paul Dillenberger en 1971. Don Rawitsch étudie à l’époque l’histoire au Carleton College de Northfield dans le Minnesota et donne des cours d’histoire dans une école secondaire de Minneapolis,. Lorsque l’enseignant qui le supervise lui demande de préparer un cours sur la conquête de l'Ouest, il décide de créer un jeu de plateau sur le thème de la piste de l'Oregon pour ses élèves. Alors qu’il travaille sur le sujet depuis une semaine et qu’il est en train de dessiner une carte de la piste sur des feuilles de papiers, ses colocataires Bill Heinemann et Paul Dillenberger découvrent son projet. Ces derniers, qui étudient les mathématiques et s’intéressent à la programmation, lui suggèrent alors d’en faire un programme informatique car ils estiment qu’un ordinateur serait plus adapté pour suivre la progression du convoi et gérer les nombreux paramètres à prendre en compte. Don Rawitsch est au départ hésitant, car il ne dispose que de deux semaines pour préparer son cours, mais ses colocataires parviennent à le convaincre qu’en travaillant plusieurs heures par jour, ils peuvent terminer le programme à temps. Ils passent ensuite le week-end à concevoir et à programmer le jeu sur papier,.
Le district scolaire de Minneapolis vient à l’époque d’acquérir un mini-ordinateur HP 2100 et l’école dans laquelle Don Rawitsch enseigne est, comme les autres établissements du district, connecté à ce dernier par l’intermédiaire d’un téléscripteur qui assure l’interface avec les programmes qui fonctionnent sur l’ordinateur,. Les trois colocataires programment ainsi le jeu en HP Time-Shared BASIC, un interpréteur du langage BASIC développé par Hewlett-Packard pour leurs mini-ordinateurs HP 2000. Don Rawitsch se focalise sur la conception et les recherches historiques alors que Bill Heinemann et Paul Dillenberger se chargent de le programmer sur le téléscripteur de l’école, qu’ils ramènent parfois à leur appartement pour pouvoir travailler plus longtemps,. Bill Heinemann s’occupe notamment de la structure générale du programme et développe le mini-jeu de chasse pendant que Paul Dillenberger se charge des sous-programmes, des tests et de l’écriture des messages transmis au joueur par le programme. Après deux semaines de travail, ils ont déjà implémenté les bases du jeu incluant la possibilité d’acheter des fournitures, de chasser et de prendre des décisions pour surmonter les difficultés du voyage. Ils ont également intégré le principe d’évènements aléatoires auquel ils incluent une idée de Bill Heinemann pour assurer une certaine cohérence entre ces évènements à la position géographique du convoi. Les attaques sont ainsi plus fréquentes dans les plaines alors que les tempêtes le sont dans les montagnes. Ils ajoutent par ailleurs un peu d’aléatoire dans le résultat de certaines actions (comme la chasse) de manière à améliorer la rejouabilité du jeu. Peu avant le cours sur la conquête de l'Ouest de Don Rawitsch, Bill Heinemann et Paul Dillenberger font tester le jeu à plusieurs de leurs élèves qui se montrent très enthousiastes, au point de rester tard à l’école pour y jouer. Les autres enseignants de l’école ne se montrent pas intéressés mais proposent néanmoins quelques améliorations visant notamment à supprimer les descriptions négatives des Amérindiens, qui s’inspirent plus des Western que de la réalité historique, afin d’éviter une réaction problématiques des élèves de l’école d’origine amérindienne,.
Don Rawitsch utilise le jeu pour la première dans un cours donné le 3 décembre 1971. Il doute au départ que ses élèves soient intéressés, car ils n’ont pas d’expérience en informatique et certains d’entre eux ne sont pas intéressés par l’histoire. Après la première démonstration du jeu, les élèves font cependant la queue pour essayer le jeu et restent après la fin des cours pour retenter leur chance. Le téléscripteur ne peut être utilisé que par un élève à la fois et ils s’organisent donc en votant pour les décisions à prendre et en assignant à chaque élève une tâche spécifique comme chasser, surveiller la carte ou gérer les stocks de fournitures. Les autres enseignants finissent également par s’intéresser au jeu et veulent l'essayer. Les trois colocataires ajustent régulièrement le programme afin de corriger les bugs détectés par les élèves, comme celui qui permet d’acheter des vêtements pour une somme négative. A la fin du semestre, ils impriment une copie du code source du jeu avant de le supprimer de l’ordinateur du district,.

### Versions du MECC
En 1974, Don Rawitsch est engagé par le Minnesota Educational Computing Consortium (MECC), une organisation financée par l’état chargée de développer des programmes éducatifs destinés aux écoles de l’état du Minnesota,. L’organisation utilise un système similaire à celui utilisé par le district scolaire de Minneapolis en 1971 avec un ordinateur central CDC Cyber 70/73-26 auquel les écoles de l’état peuvent se connecter par l’intermédiaire de terminaux informatiques. Plusieurs programmes éducatifs sont ainsi déjà mis à disposition des écoles et Don Rawitsch apprend par son nouveau chef qu’il est possible d’en soumettre de nouveaux. Avec l’autorisation de Bill Heinemann et de Paul Dillenberger, il passe son week-end de Thanksgiving à copier le code source original de The Oregon Trail dans ce nouveau système,,. Plutôt que d’en créer une copie conforme, il décide d’améliorer le jeu en effectuant des recherches sur la piste de l’Oregon qu’il n’avait pas eu le temps de faire pour la version originale. Il modifie en particulier la probabilité de certains évènements aléatoires, comme les tempêtes ou les accidents de chariots, afin de mieux refléter la réalité historique. Pour déterminer ces probabilités, il s’appuie notamment sur des journaux de l’époque et sur des récits de pionniers ayant parcouru la piste de l’Orgeon,. Comme ses recherches indiquent que de nombreux colons ont été aidés par des Amérindiens lors de leurs voyages, il intègre également une description plus positive de ces derniers dans le jeu. Il intègre sa nouvelle version de The Oregon Trail au réseau de partage du MECC en 1975 et celui-ci devient alors accessible aux écoles du Minnesota,.
Cette version de The Oregon Trail reste le programme éducatif le plus populaire du MECC pendant cinq ans avec plusieurs milliers d'utilisateurs par mois,. Don Rawitsch, Bill Heinemann et Paul Dillenberger ne sont cependant pas reconnus comme les créateurs du jeu avant 1995 et une cérémonie est organisée en leur honneur par l’organisation au Mall of America. À cette date, le jeu a déjà fait l’objet de plusieurs adaptations. Don Rawitsch publie son code source, accompagné d’explications sur les améliorations apportées au jeu en 1974, dans le magazine Creative Computing en 1978. La même année, le MECC commence à encourager les écoles à utiliser des micro-ordinateurs Apple II et en achète de grandes quantités qui sont ensuite revendus aux écoles du district,. Ils commencent alors à adapter leurs programmes éducatifs à cette nouvelle plateforme et The Oregon Trail est porté sur Apple II par John Cook. Si ce dernier conserve le système de jeu de la version originale, il ajoute une carte de la piste de l’Oregon sur laquelle est indiquée la position du convoi. Il remplace également la saisie d’un mot pour la chasse et les attaques par un mini-jeu graphique dans lequel le joueur doit appuyer sur une touche pour tirer sur un cerf ou un attaquant qui se déplace à l’écran,. Cette version est ensuite incluse sous le titre Oregon dans la compilation de jeux éducatifs Elementary Volume 6 qui est distribuée gratuitement par le MECC dans les écoles du Minnesota en 1980 puis vendue à des écoles d'autres états,. Le jeu est ensuite porté sur Atari 8-bit en 1982 puis sur Commodore 64 en 1984 pour être intégré à une nouvelle compilation de jeux éducatifs baptisée Expeditions. Au milieu des années 1980, le MECC distribue ses programmes éducatifs dans tout le pays et The Oregon Trail est de loin leur produit le plus populaire.

## Postérité
En 1985, le MECC produit une nouvelle version du jeu pour Apple II, qui est développée par R. Philip Bouchard comme un jeu entièrement nouveau et doté de graphismes,. Cette nouvelle version – également intitulée The Oregon Trail – connait un immense succès et donne naissance à une longue série de jeux éducatifs qui au total, se vendent à plus de 65 millions d’exemplaires,. La série inclut de nombreux jeux publiés sous le titre The Oregon Trail ainsi que plusieurs séries dérivées comme The Amazon Trail (1993) ou The Yukon Trail (1994) ,.
Le jeu original est notamment décrit comme « un des plus célèbres ancêtres » du jeu sérieux dans le livre Serious Games and Edutainment Applications. En considérant la version originale et la version de 1985 comme des variations du même jeu, le journaliste Colin Campbell du site Polygon décrit The Oregon Trail comme « un des plus grands succès de tous les temps » et comme une « icône culturelle » et le journaliste Kevin Wong du magazine Vice affirme que ce titre est devenu « synonyme » de jeu éducatif. Le Time le considère également comme « un des meilleurs jeux de tous les temps », et du fait de sa popularité, la série est introduite au World Video Game Hall of Fame en 2016.
Le jeu est l'une des entrées de l'ouvrage Les 1001 jeux vidéo auxquels il faut avoir joué dans sa vie.
La phrase tirée du jeu « You have died of dysentery », littéralement « vous êtes mort de la dysenterie » est devenu un mème Internet.
Le jeu est parodié dans l'épisode 48 de la saison 3 de Teen Titans Go! et l'épisode 12 de la saison 15 d'American Dad!.